# Mark Spitz
Mark Andrew Spitz (Modesto, 10 febbraio 1950) è un ex nuotatore statunitense, vincitore di sette medaglie d'oro alle Olimpiadi del 1972, un risultato superato solo da Michael Phelps, che vinse otto medaglie d'oro alle Olimpiadi del 2008 a Pechino. Spitz stabilì nuovi record mondiali in tutte le sette gare alle quali partecipò nel 1972, impresa mai più riuscita in seguito da nessun nuotatore (Michael Phelps nel 2008 a Pechino stabilirà sette record mondiali su otto gare, nei 100 farfalla otterrà solo il record olimpico).
Comprese quelle vinte nelle staffette a Città del Messico alle Olimpiadi del 1968, Spitz vinse complessivamente 9 medaglie d'oro, più un argento e un bronzo, vinse inoltre 5 ori ai Giochi panamericani, 31 titoli dell'Amateur Athletic Union (AAU), e 8 titoli NCAA. Nominato Nuotatore dell'anno nel 1969, 1971 e 1972 dalla rivista statunitense Swimming World Magazine, fu inserito nella International Swimming Hall of Fame nel 1977.

## Biografia
Mark Spitz nacque in una famiglia ebrea di Modesto in California, primo dei tre figli di Arnold e Lenore Smith Spitz. 
Nel 1968 partecipò alla sua prima Olimpiade a Città del Messico. Assieme ai suoi compagni di squadra, Spitz vinse due titoli: nelle staffette 4 × 100 m e 4 × 200 m stile libero. Inoltre, giunse secondo nei 100 m farfalla e terzo nei 100 m stile libero. Nonostante questi successi, Spitz rimase deluso, in quanto aveva preannunciato la vittoria di cinque ori, cosa che gli era già riuscita ai Giochi panamericani del 1967.
Quattro anni dopo, a Monaco di Baviera, Spitz ebbe la sua rivincita. In quell'edizione vinse sette medaglie d'oro, un'impresa superata solo da Michael Phelps alle Olimpiadi di Pechino 2008. A rendere ancor più rimarchevole l'impresa, Spitz stabilì il record del mondo in tutte e sette le gare che lo videro vincitore (100 m e 200 m stile libero, 100 m e 200 m farfalla, 4 × 100 m e 4 × 200 m stile libero, e infine 4 × 100 m mista). Benché avesse solo ventidue anni, Spitz abbandonò il nuoto dopo i Giochi di Monaco.
Nel 1977 fu inserito nella International Swimming Hall of Fame, la Hall of Fame internazionale degli sport acquatici. All'età di 41 anni, Spitz cercò di ritornare alle competizioni tentando di qualificarsi per le Olimpiadi di Barcellona 1992, dopo che il produttore cinematografico Bud Greenspan gli offrì il pagamento di un milione di dollari se fosse riuscito nell'impresa. Ripreso dalle cineprese di Greenspan, Spitz non riuscì ad andare sotto il tempo limite per la qualificazione.

## Palmarès
| Anno | Manifestazione      | Sede              | Evento         | Risultato | Prestazione | Note |
| ---- | ------------------- | ----------------- | -------------- | --------- | ----------- | ---- |
| 1967 | Giochi Panamericani | Winnipeg          | 100 m farfalla | Oro       | 56"20       |      |
| 1967 | Giochi Panamericani | Winnipeg          | 200 m farfalla | Oro       | 2'06"42     |      |
| 1967 | Giochi Panamericani | Winnipeg          | 4x100 m sl     | Oro       | 3'34"08     |      |
| 1967 | Giochi Panamericani | Winnipeg          | 4x200 m sl     | Oro       | 8'00"46     |      |
| 1967 | Giochi Panamericani | Winnipeg          | 4x100 m misti  | Oro       | 3'59"31     |      |
| 1968 | Giochi Olimpici     | Città del Messico | 100 m sl       | Bronzo    | 53"0        |      |
| 1968 | Giochi Olimpici     | Città del Messico | 100 m farfalla | Argento   | 56"4        |      |
| 1968 | Giochi Olimpici     | Città del Messico | 4x100 m sl     | Oro       | 3'31"7      |      |
| 1968 | Giochi Olimpici     | Città del Messico | 4x200 m sl     | Oro       | 7'52"3      |      |
| 1972 | Giochi Olimpici     | Monaco di Baviera | 100 m sl       | Oro       | 51"22       |      |
| 1972 | Giochi Olimpici     | Monaco di Baviera | 200 m sl       | Oro       | 1'52"78     |      |
| 1972 | Giochi Olimpici     | Monaco di Baviera | 100 m farfalla | Oro       | 54"27       |      |
| 1972 | Giochi Olimpici     | Monaco di Baviera | 200 m farfalla | Oro       | 2'00"70     |      |
| 1972 | Giochi Olimpici     | Monaco di Baviera | 4x100 m sl     | Oro       | 3'26"42     |      |
| 1972 | Giochi Olimpici     | Monaco di Baviera | 4x200 m sl     | Oro       | 7'35"78     |      |
| 1972 | Giochi Olimpici     | Monaco di Baviera | 4x100 m misti  | Oro       | 3'48"16     |      |

## Riconoscimenti
- World Swimmer of the Year: 1967, 1971, 1972